# Pour le meilleur et pour le pire (téléfilm, 1992)
Pour les articles homonymes, voir Pour le meilleur et pour le pire.
Pour plus de détails, voir Fiche technique et Distribution.
Pour le meilleur et pour le pire est un téléfilm franco-canadien réalisé par Clive Donner et diffusé en 1992.

## Synopsis
Kay et Michael Steiner sont mariés depuis plusieurs années. Mais le couple souffre de perpétuelles dissensions, car Kay vit mal les fréquentes absences de Michael dues à sa profession d’ingénieur. À la suite d’une de leurs disputes à l’école où Kay est enseignante, elle est enlevée par Tony Ortona, l’un de ses anciens élèves, qui rêve d'être son mari depuis toujours...

## Fiche technique
- Titre : Pour le meilleur et pour le pire (série Mary Higgins Clark)
- Titre complet de la version francophone : Mary Higgins Clark : Pour le meilleur et pour le pire
- Titre original : Terror Stalks the Class Reunion
- Réalisation : Clive Donner
- Scénario : Marc Princi d’après une histoire de Mary Higgins Clark
- Dialogues : Marc Princi et Terence Feely (dialogues additionnels)
- Musique : Carlo Siliotto
- Direction de la photographie : Gernot Roll
- Décors : Norbert Scherer
- Costumes : Katharina von Martius, Natascha Curtius-Noss
- Montage : Thomas Schwalm
- Pays d'origine :  Canada,  France
- Langue de tournage : anglais
- Tournage extérieur : Rhénanie-du-Nord-Westphalie  (Allemagne)
- Producteur : Steve Walsh (producteur de la série), Gerhard Schmidt
- Sociétés de production : Antenne 2, Caméras Continentales, Canal+, Gémini Films, M6, Telescene Film Group Productions
- Format : couleur — 35 mm — 1.66:1 — son stéréophonique
- Genre : policier
- Durée : 95 minutes
- Date de diffusion :  12 juin 1992

## Distribution
- Kate Nelligan : Kay
- Jennifer Beals : Virginia
- Geraint Wyn Davies (en) : Anton / Tony
- Werner Stocker : Franz
- Manfred Lehmann : Michael Steiner
- Madeleine Robinson : Mme Delalande
- Gertrud Prey : Else Weisskirch
- Hans Irle : Hermann Weisskirch
- Wolfgang Bathke : Kleinert
- Edward Brigadier
- Arielle Dombasle
- Marianna Thomas
- Marga-Maria Werny
- Werner Karle Jr.
- Horst Scheel
- Sven Nichulski
- Ernst Petry
- Philip Pocock
- Matthew Burton